# Vallfogona de Ripollès
Vallfogona de Ripollès település Spanyolországban, Girona tartományban. Vallfogona de Ripollès Sant Joan de les Abadesses, Riudaura, Vidrà és Ripoll községekkel határos. Lakosainak száma 222 fő (2024).

## Népesség
A település népessége az elmúlt években az alábbi módon változott:
| Lakosok száma | 500  | 940  | 728  | 667  | 249  | 224  | 221  | 215  | 206  | 222  |
|               | 1717 | 1887 | 1936 | 1960 | 1986 | 2004 | 2009 | 2014 | 2019 | 2024 |